# Anthia sexguttata
Anthia sexguttata  (лат.) — вид жуков из семейства жужелиц.

## Облик

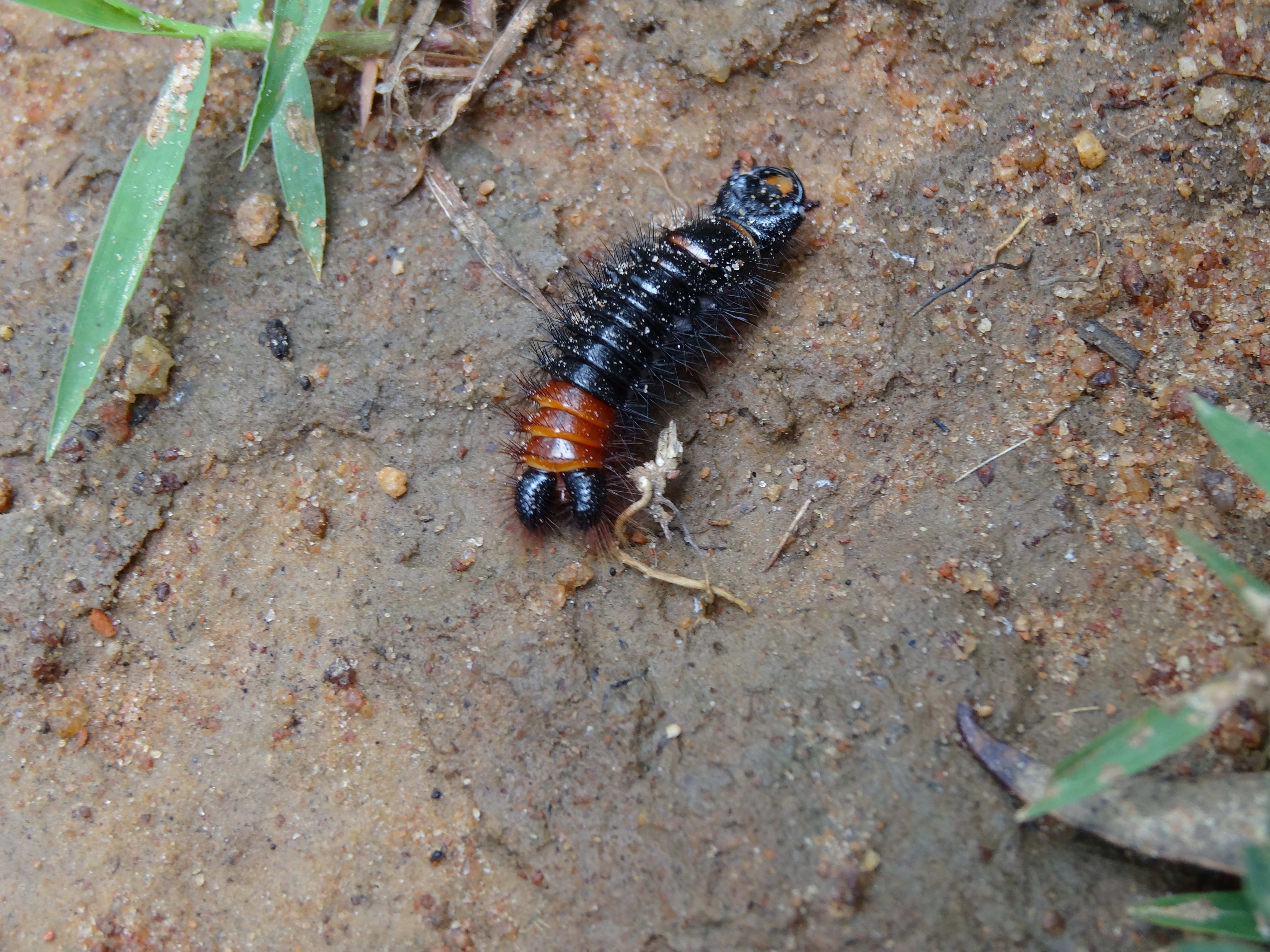
Личинка

Имаго длиной около 4 см. Окрас чёрный, шесть относительно крупных белых пятен. Личинка имеет уплощенную форму, крупную головную капсулу и выступающие челюсти.
Живут в Южной Азии. Обычны в скрабовых лесах Южной Индии. Взрослые особи питаются насекомыми и улитками.